# Målgruppe
Målgruppe er den gruppe personer, man henvender sig til med et givet tilbud, service eller budskab. Begrebet bruges blandt andet indenfor følgende områder:
- Markedsføring. En virksomhed har en målgruppe, som den retter sin markedsføring imod, for at afsætte sine produkter, serviceydelser eller budskaber. En virksomhed kan have en eller flere målgrupper. Hvis der er flere målgrupper, bliver de ofte prioriteret som henholdsvis primær og sekundær målgruppe.
- pædagogik. En underviser har en målgruppe, som pædagogikken må indrettes efter, hvis der skal være håb om, at målgruppen lærer noget.
- lovgivning, hvor lovgivningen har til formål at fremme eller beskytte målgruppens interesser.
- politik, hvor en politikers eller partis budskaber og praktiske politik er koncentreret om at pleje målgruppens interesser.
- religion, hvor religiøse prædikanters budskaber kan være beregnet på at omvende en målgruppe til at blive troende og påvirke en anden målgruppe til ikke at falde fra.
- litteratur, hvor forfatteres målgruppe kan være et bestemt segment af befolkningen, f.eks. modne kvinder, hesteinteresserede eller andet.
- kunst, hvor kunstnerens målgruppe er de, der kan goutere den pågældende kunstners stil og genre.

## Målgruppen består af segmenter
En målgruppe kan være et snævert segment af befolkningen, eller det kan være et bredt segment, eventuelt dækkende hele f.eks. den danske befolkning. Eksempelvis er energiforsyningsselskabernes målgruppe hele befolkningen.
Hvis ikke målgruppen er givet på forhånd, kan man definere og udvælge en målgruppe. Ved hjælp af en markedsanalyse finder man frem til et eller flere befolkningssegmenter, som kan være potentielle målgrupper. For at vurdere segmenternes attraktivitet kan man bruge nedenstående kriterier:
- Segmentets økonomiske attraktivitet
- Segmentets vigtighed
- Segmentets påvirkelighed
- Virksomhedens forretningsområde
- Virksomhedens ressourcer

## Se mere
- Markedssegmentering